# أوميغا (جورجيا)
أوميغا (بالإنجليزية: Omega, Georgia)‏ هي مدينة تقع في مقاطعة تيفت, مقاطعة كولكويت بولاية جورجيا في الولايات المتحدة. تبلغ مساحة هذه المدينة 4.6 (كم²)، وترتفع عن سطح البحر 98 م، بلغ عدد سكانها 1221 نسمة في عام 2010 حسب إحصاء مكتب تعداد الولايات المتحدة.

## وصلات خارجية
- Cities & Counties - Georgia.gov